# Эпиналь
Эпина́ль (фр. Épinal) — город и коммуна на северо-востоке Франции, на реке Мозель, в 60 км к югу от Нанси, административный центр (префектура) департамента Вогезы, одноимённого округа и кантонов Эпиналь-1 Эпиналь-2. Численность населения в 1936 году составляла около 28 тысяч, а в 1999 году 35 794 человек.

## История
Город вырос вокруг монастыря, основанного в X веке епископом мецским. Древнейшее здание в городе — базилика Святого Мартина (заложена в XI веке).
В 1465 году король Карл VII уступил права на Эпиналь правителям Лотарингии, вместе с которой он был включён в состав Франции по смерти Станислава Лещинского.

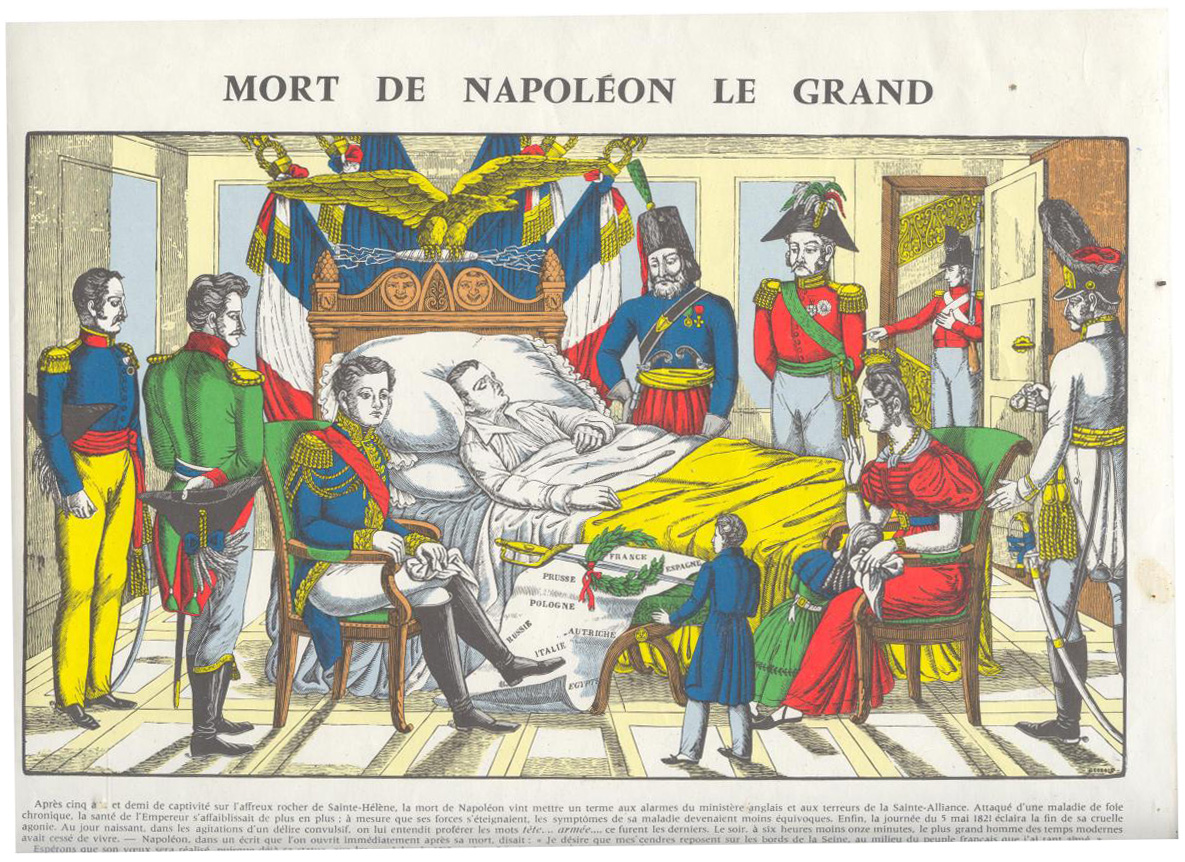
Эпинальская картинка «Смерть Наполеона Великого»

С XVIII века в городе вырабатывались «эпинальские оттиски/картинки» (фр. images d'Épinal) — своеобразная разновидность лубка. Свою историю традиция эпинальских картинок ведёт с 1800 года, когда местный предприниматель Жан-Шарль Пеллерен (фр. Jean-Charless Pellerin) наследует от отца печатню, в которой изготавливались игральные карты. Однако получив её в своё распоряжение, Жан-Шарль решает сменить выпускаемый ею товар, и в его типографии начинают печататься раскрашенные с помощью трафарета гравюры на дереве с познавательными сюжетами, предназначенные так и для взрослых, так и для детей. Первоначально среди них преобладали темы французской истории, по большей части Великой французской революции. Продавали эпинальские картинки книгоноши. Впоследствии эпинальские картинки завоевали большую популярность и распространились по всей стране. Также появились новые сюжеты: начали выпускаться картинки не только познавательного, но и развлекательного, религиозного и учебно-образовательного характера, а также картинки-загадки (фр. evinettes) и картинки с оптическими иллюзиями, на данный момент пользующиеся наибольшей ценностью среди коллекционеров. Эпинальские картинки стали своего рода одной из предтеч современных комиксов. Большое собрание этих вещиц находится в местном музее. После смерти Жана-Шарля Пеллерена его дело продолжили его сын, племянник и внук. Впоследствии династия печатников Пеллеренов пресеклась, однако типография под торговой маркой «Imagerie d'Epinal» продолжает свою деятельность и сегодня.

## Культурные события
В городе проходит международный конкурс пианистов.

## Города-побратимы
- Лафборо, Великобритания (1956)
- Швебиш-Халль, Германия (1964)
- Битола, Республика Македония (1968)
- Жамблу, Бельгия (1974)
- Ла-Кросс, США (1986)
- Кьери, Италия (1999)
- Нови-Йичин, Чехия (2008)

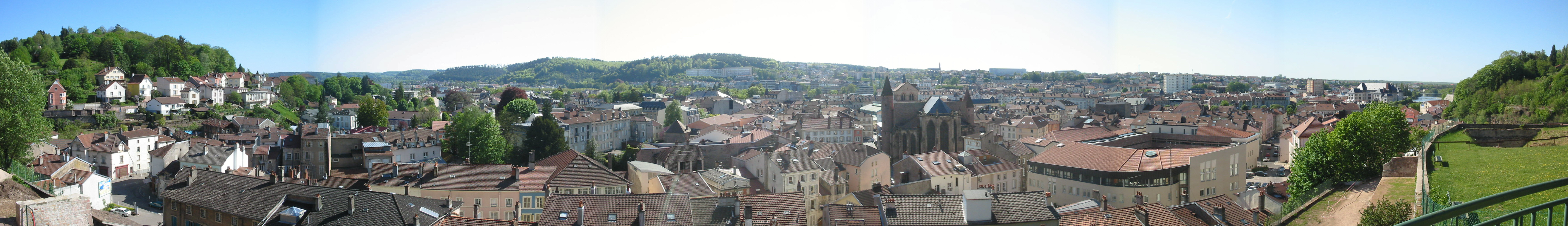
Вид на Эпиналь со стороны разрушенного замка